# جون إي. يونغز
جون إي. يونغز هو سياسي أمريكي، ولد في 2 أغسطس 1883، وتوفي في 18 ديسمبر 1970. نشط حزبياً في الحزب الجمهوري. وقد انتخب عضو جمعية ولاية ويسكونسن ‏.